# Ni Zhiqin
Ni Zhiqin (chiń. 倪志钦; pinyin Ní Zhìqīn; ur. 14 kwietnia 1942 w Quanzhou) – chiński lekkoatleta, który specjalizował się w skoku wzwyż.
W 1961 wynikiem 2,10 m pierwszy raz w karierze ustanowił rekord Chin – w kolejnych dziewięciu latach swój rezultat poprawiał jeszcze trzynaście razy. W 1965 wygrał w zawodach chińskiej olimpiady narodowej. Dwukrotnie zdobywał złote medale (w 1963 i 1966) podczas GANEFO Games. 8 listopada 1970 w Changsha pokonał poprzeczkę zawieszoną na wysokości 2,29 m – rezultat ten był lepszy od ówczesnego rekordu świata o jeden centymetr, jednak nie został oficjalnie uznany, ponieważ Chiny nie były wówczas członkiem Międzynarodowej Federacji Amatorskiej Lekkotletyki (IAAF). Ówczesny rekordzista globu – reprezentant ZSRR – Walerij Brumel w wywiadzie dla francuskiego dziennika sportowego L’Équipe wyraził powątpiewanie co do autentyczności rezultatu Chińczyka. Ni Zhiqin zdobył srebrny medal igrzysk azjatyckich w Teheranie w roku 1974, kiedy to Chiny debiutowały na imprezie tej rangi.
Rekord życiowy: 2,29 m (8 listopada 1970, Changsha).

## Osiągnięcia
| Rok  | Impreza                    | Miejsce    | Lokata     | Wynik |
| ---- | -------------------------- | ---------- | ---------- | ----- |
| 1963 | GANEFO Games               | Dżakarta   | 1. miejsce | 2,01  |
| 1965 | Chińska olimpiada narodowa | Pekin      | 1. miejsce | 2,15  |
| 1966 | GANEFO Games               | Phnom Penh | 1. miejsce | 2,27  |
| 1974 | Igrzyska azjatyckie        | Teheran    | 2. miejsce | 2,15  |